# Circumcizie

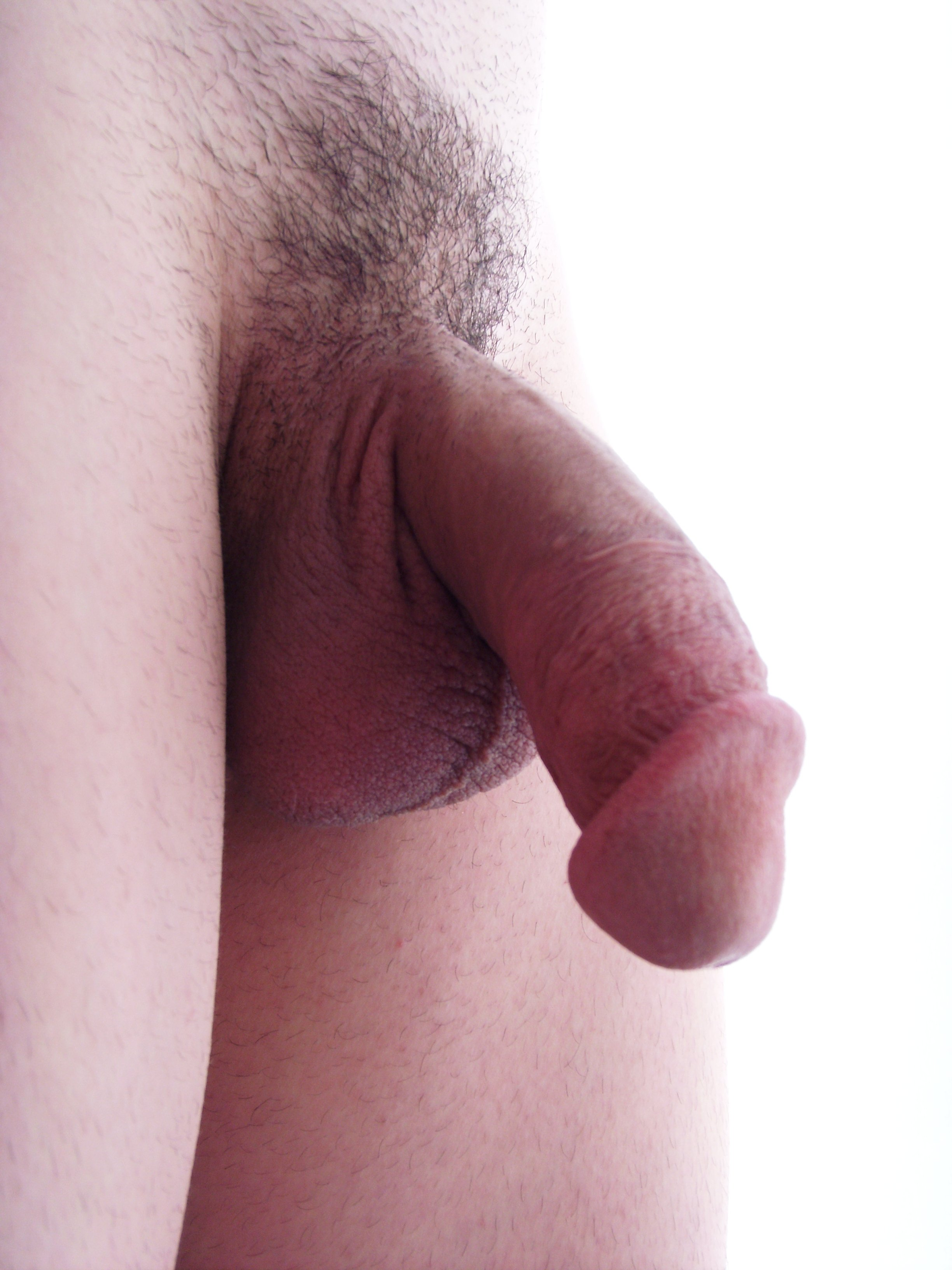
Male circumcised penis

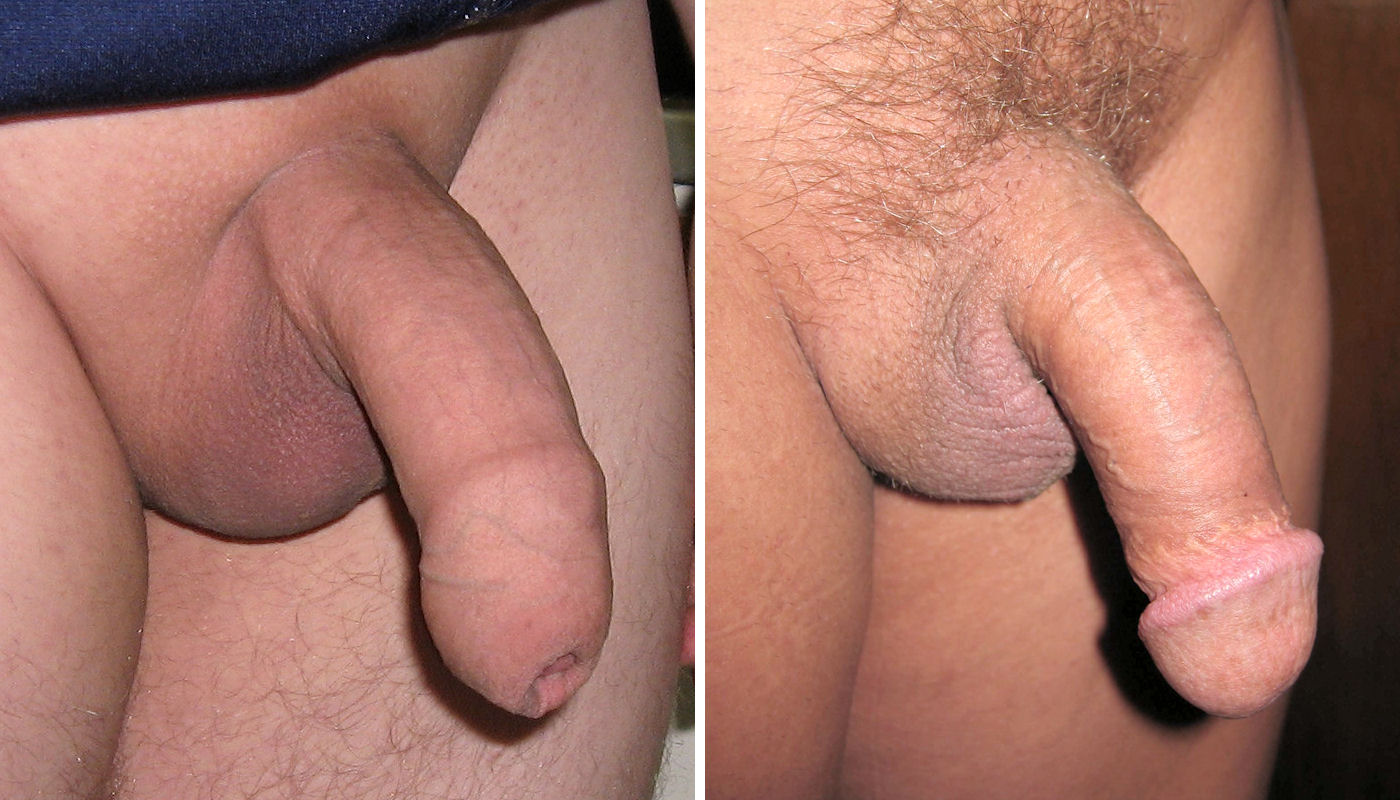
Penis necircumcis (stânga) și circumcis (dreapta)

Circumcizia (în latină circumcido), - a tăia împrejur, peritomie post-ectomie - se referă, în general, la ablația chirurgicală a prepuțului, pliul cutan care acoperă glandul penian, situat la extremitatea penisului. Anumite surse menționează posibile funcții fiziologice ale prepuțului de a proteja uretra și sensibilitatea glandului penian, ferindu-le de iritații provocate de urină, materii fecale sau alți eventuali factori nocivi străini. Circumcizia este considerată de către anumite enciclopedii a fi o formă de mutilare genitală. Circumcizia nu este o intervenție chirurgicală fără riscuri: complicațiile apar la unul din 500 din bebelușii supuși intrevenției, și deși majoritatea acestor complicații sunt minore uneori apar și complicații serioase gen infecții sau răniri ale penisului; de exemplu, în anul 2000 s-a anunțat în SUA că între 1996 și 2000 peste 100 de răniri ale penisului au fost provocate cu ocazia circumciziei bebelușilor, în majoritate din cauza unor instrumente medicale defectuoase sau nepotrivite. Morbiditatea și mortalitatea provocată de procedura circumciziei este o realitate probabil tot atât de veche ca și practica însăși, așa cum sugerează chiar legea religioasă atunci când enunță scutirea de circumcizie a pruncului evreu ai cărui doi frați au decedat anterior din cauza circumciziei. Se fac circumcizii (incizii operatorii circulare, sau qvasi-circulare) și asupra altor organe care necesită o astfel de intervenție.
Prin extensie, termenul circumcizie poate să se refere și la înlăturarea pe motive religioase a unei porțiuni din organul sexual femeiesc; într-o astfel de situație se vorbește despre circumcizie masculină și circumcizie feminină. În multe țări occidentale, circumcizia feminină este fie ilegală, fie violent criticată ca fiind o formă de mutilare barbară, deși unii antropologi consideră astfel de decizii legale sau critici morale ar fi bazate pe puțină cunoaștere, și motivate mai mult de rasism: până nu de mult, în chiar țările care azi permit circumcizia masculină în timp ce interzic prin lege circumcizia feminină, precum e cazul cu Statele Unite ale Americii, clitoridectomia⁠(en)[traduceți] nu era deloc o practică rară, obsesia occidentală contra circumciziei feminine în lumea a treia nefiind de fapt decât un mijloc de a deturna atenția opiniei publice de la niște forme de opresie a femeilor tiermondiste mult mai presante și letale, cum e de exemplu lipsă de proprietate asupra terenului agricol, lipsa de apă potabilă și alimente, războaiele, seceta și izolarea internațională, dar din păcate întotdeauna Occidentului îi e mai ușor să se opună riturilor altora, decât propriilor lui fapte rele.
Se recurge la circumcizie din motive rituale, de medicină preventivă, de medicină terapeutică (spre exemplu fimoza și parafimoza, care pot ajunge - ca boală acută, care necesită o intervenție - la o incidență de 8% la bărbații care nu fuseseră circumciși, balanitele (balanita (simplă), balanita xerotică obliterantă, balanopostita), infecții cronice ale tractului urinar, etc.), psihotice (cazul teroristului japonez Kozo Okamoto care, consecutiv participării la un atac terorist sângeros în incinta aeroportului „Ben Gurion” (Tel-Aviv) și deținut în condiții de izolare în Israel s-a auto-circumcis cu dinții pe motiv că vrea să devină evreu; alte surse susțin că japonezul s-a mutilat mai degrabă c-o unghieră, decât cu dinții.) ș.a.
Academia americană de pediatrie declară că „circumcizia este considerată o procedură foarte sigură (lipsită de riscuri) atât pentru nou-născuți cât și pentru ceilalți copii (în engleză : Circumcision is considered a very safe procedure for both newborns and older children.), însă nu recomandă extinderea procedurii la toată populația masculină a Statelor Unite, întrucât beneficiile nu sunt suficient de mari pentru așa ceva (maladiile a căror incidență e redusă într-o oarecare măsură prin circumcizie au deja o incidență scăzută chiar și la bărbații necircumciși, în timp ce educația în materie de igienă și comportament sexual e ea însăși de natură să prevină aceste maladii rare într-o manieră în care circumcizia nu poate.. Nu trebuie pierdut din vedere faptul că organismele de sănătate americane care consideră azi circumcizia o procedură cu anumite virtuți în prevenția infecțiilor, în trecut au recomandat aceeași intervenție chirurgicală pe criterii azi abandonate, precum prevenția masturbării, dar și a unei lungi liste de maladii printre care și diareea, și constipația: circumcizia părea bună la toate. În această privință se poate spune că poziția organismelor de sănătate americane ține și ea de-un excepționalism, cât timp organismele de sănătate din celelalte democrații industriale n-au adoptat o astfel de poziție. Nu trebuie pierdută din vedere nici posibilitatea ca interesul material să explice o bună parte din entuziasmul medicinei americane pentru circumcizie În acest context merită amintit faptul jenant că deși în SUA circumcizia se practică de mai bine de jumătate de secol pe mai mult de jumătate dintre copii de sex masculin, țara rămâne cea mai lovită de flagelul SIDA și în general al maladiilor transmisibile sexual, între toate națiunile dezvoltate, acest fapt ilustrând în mod grăitor câtă valoare medicală are de fapt circumcizia. Circumcizia rămâne de aceea chiar și în SUA, o procedură foarte controversată.
Organizația Mondială a Sănătății recomandă organelor medicale din țările endemice cu SIDA și cu alte boli transmisibile sexual să practice circumcizia populației masculine pentru a reduce morbiditatea și mortalitatea. Această metodă s-a dovedit eficientă în cercetările efectuate pe o populație heterosexuală din Africa (zona subsahariană), cu o reducere a morbidității de 38%-66% la doi ani după aplicare  și la un cost preferențial Medicii consideră că suprafața internă a prepuțului reprezintă o zonă prin care virusul responsabil de SIDA poate intra în organism, în contrast cu pielea glandului si restul penisului, care este mai rezistentă la penetrarea HIV. Unele studii au arătat însă că prevalența infecției cu HIV este aproape identică la bărbații circumciși și necircumciși, în măsura în care cei din urmă au o bună igienă a penisului (măsurată prin prezența sau absența acumulărilor lichide și semilichide între gland si fața internă a prepuțului), în special după relațiile sexuale.
Toate declarațiile organismelor de sănătate în favoarea circumciziei pleacă însă de la ideea că procedura este efectuată în condiții de igienă corespunzătoare, fără de care aceasta se poate transforma dintr-un instrument de medicină preventivă într-un risc de moarte pentru cei cărora li se practică intervenția fără atenția cuvenită prevenției infecțiilor. Comisia de sănătate a statului New York, de exemplu, e pe punctul de a impune obligația pentru cel care efectuează circumcizia apelând la practica evreilor ultra-ortodocși de a suge sângele cu gura după tăierea prepuțului să prevină părinții că o astfel de procedură presupune riscuri de infecție, leziuni ale creierului și chiar de moarte. Medicii new-yorkezi susțin că această procedură în ultimii 10 ani doar, a dus la infectarea a 11 copii cu herpes, 2 dintre aceștia decedând în urma infecției, alți 2 suferind leziuni cerebrale. (the economist, september 15th 2012, p. 57, circumcision - odd bedfellows, http://www.economist.com/node/21562905); Deși mulți rabini hasidici new-yorkezi afirmă că nu vor respecta noul regulament, rabinul Gerald Skolnik, șeful Adunării rabinice (organizație a evreilor conservatori) a salutat inițiativa autorităților medicale new-yorkeze, spunând că aspirarea orală (meziza b'peh) a apărut într-o epocă de slabe cunoștințe medicale și că aceasta nu este o condiție cerută de legea evreiască.
La nivel global aproximativ unei treimi din populația masculină i s-a practicat circumcizia (the economist, september 15th 2012, p. 57, circumcision - odd bedfellows), la circa 60% din populația masculină circumcisă motivarea fiind rituală, față de circa 40% circumciși din motive nereligioase. În SUA, de exemplu, unde circumcizia se face în general pentru motive nereligioase, inițial circumcizia era făcută din convingerea că aceasta împiedică masturbarea, care în epocă era considerată un viciu; ideea are o origine veche, de la filozoful și medicul evreu medieval Maimonide încă, care considera că circumcizia “[…] reduce pornirea spre actul sexual și slăbește organul” (“bring about a decrease in sexual intercourse and a weakening of the organ in question” - the economist, september 15th 2012, p. 57, circumcision - odd bedfellows); după abandonarea acestei idei, în ultimele decenii circumcizia tinde să fie făcută la americani pentru virtuțile de medicină preventivă ale intervenției.
Oponenții circumciziei subliniază riscurile procedurii (se consideră că cele mai multe circumcizii la musulmani sunt practicate de membri ai familiei, iar în multe țări africane circumcizia provoacă uneori consecințe tragice; până și la evrei, unde procedura este efectuată de specialiști religioși (mohelim), ea rămâne încă tot o chirurgie efectuată de amatori, întrucât puțini sunt mohelim care dețin o diplomă sau pregătire în domeniul medical; criticii doresc de aceea interzicerea circumciziei copiilor de vârstă mică pe motive religioase, pe care ei o consideră un abuz traumatic și anacronic asupra integrității fizice a copiilor.

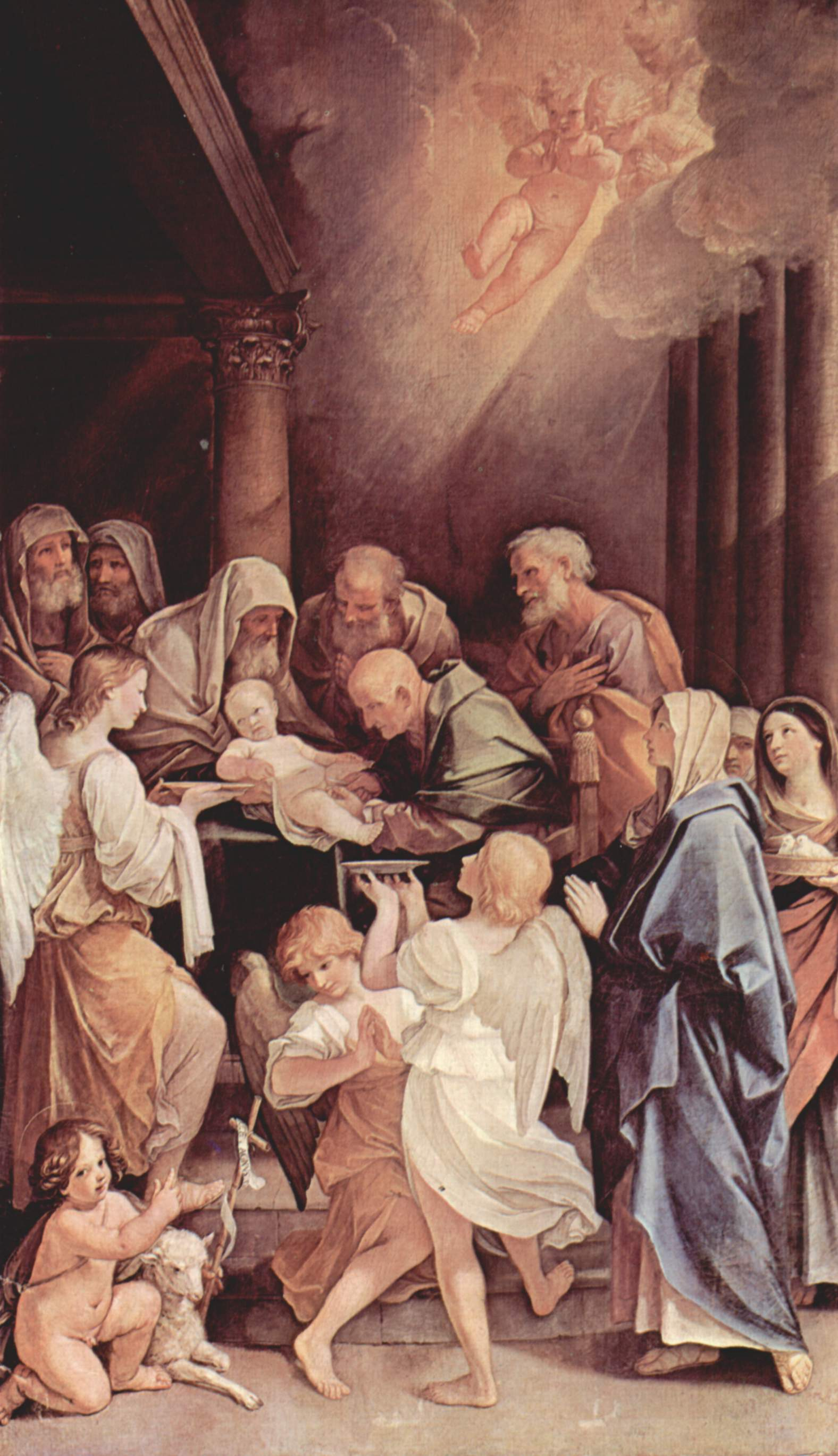
Guido Reni (1575-1642): Circumcizia lui Isus, pinacoteca din Siena

## Circumcizia rituală

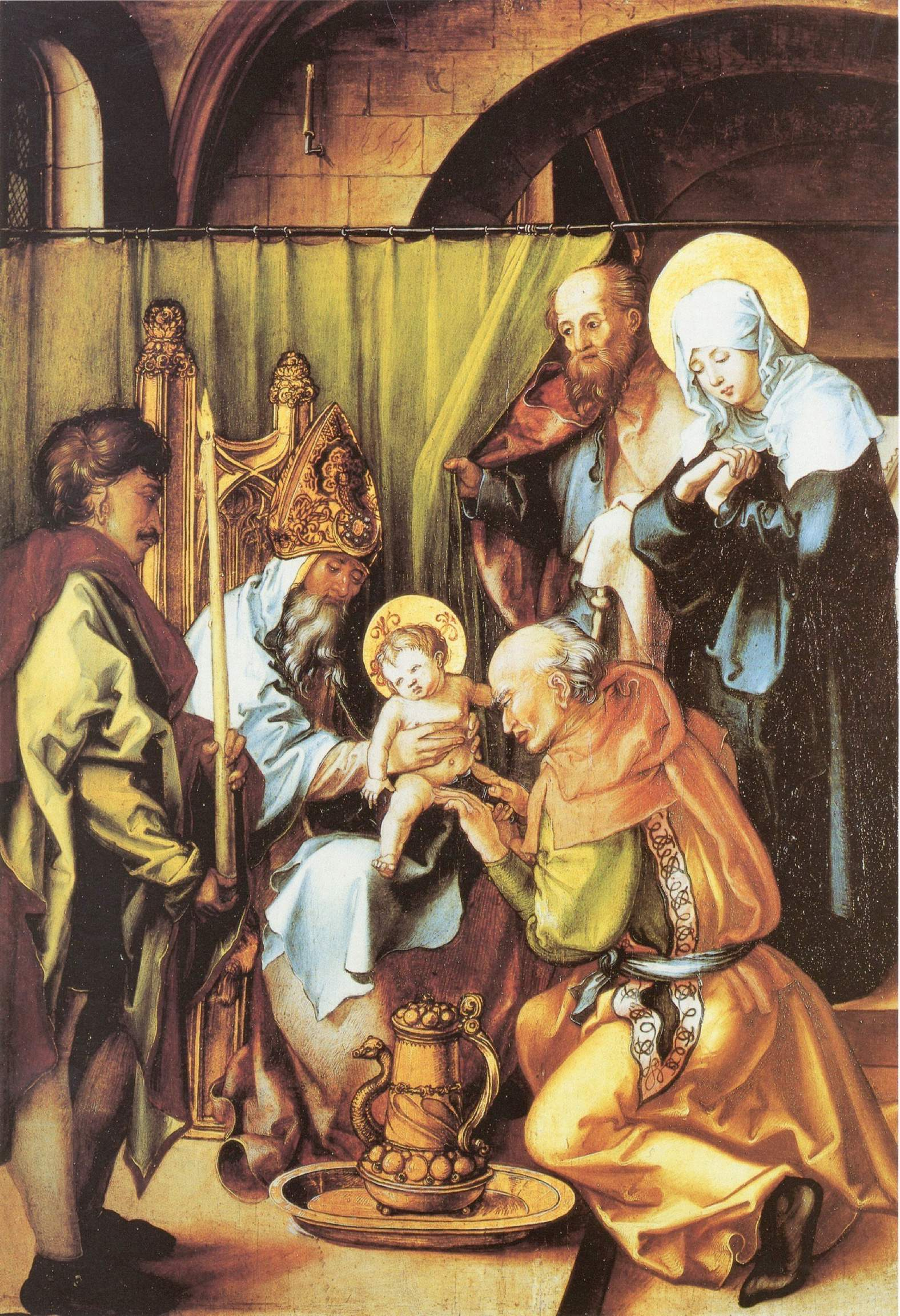
Albrecht Dürer: Circumcizia lui Isus, pinacoteca din Dresden

Circumcizia rituală este o practică multimilenară. La popoarele semitice (musulmani, evrei) ea reprezintă o formă de sacrificiu și de pactare prin sânge cu divinitatea.
Perceptele îi impun tatălui să-și circumcidă fiul, dar pe motive de neîndemânare care pot fi dăunătoare, tatăl are dreptul să-i transmită această sarcină unui specialist.

### Origini
Primele menționări ale circumciziei au fost picturale, în morminte ale Egiptului antic, atestând că această practică rituală se făcea deja acum 4500 de ani, însă egiptenii au practicat probabil circumcizia cu mult timp înaintea acestui moment,, probabil din motivații care țin de obsesia lor cu puritatea.
Prin influența armatei Statelor Unite în Germania de Vest, circumcizia sugarului de rutină a fost introdusă în unele spitale germane. După reunificarea Germaniei din 1990, circumcizia a scăzut drastic în populația germană.
Ecouri despre circumcizia în antichitate avem și din alte locuri în afară de Egipt, practica fiind pomenită în scrisuri provenite din Grecia și Roma antică. De exemplu Herodot anunță prin secolul al V-lea î.e.n. că egiptenii se diferențiau de alte popoare pentru că erau circumciși, și că unii vecini ai Egiptului, precum sirienii, au adoptat și ei practica. Printre acei vecini care au adoptat circumcizia, probabil se aflau și evreii.

#### La evrei

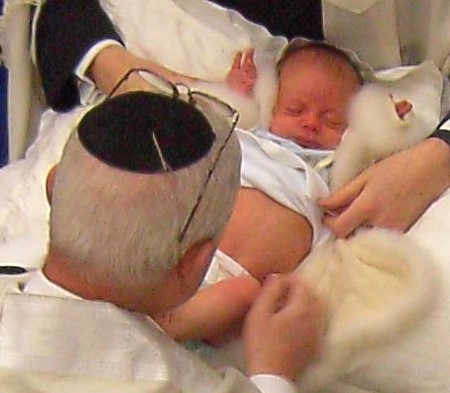
Circumcizie rituală evreiască.

Ritualul circumciziei este o cerință importantă a legii religioase (iudaismului), însă nu circumcizia face evreul cât nașterea: circumcis sau nu, la evreii ortodocși, în perioada modernă, individul născut dintr-o mamă evreică este și el pe de-antregul evreu. Copilul născut din părinți evrei dar necircumcis i se poate refuza totuși, de către rabini, integrarea (recunoașterea ca membru) în comunitatea evreiască, cu tot ce înseamnă asta în termeni de drepturi și responsabilități.
Conform Bibliei (Facerea, cap. 17), aceasta reprezintă legământul de sânge al poporul evreu cu Dumnezeu, însă semnificația circumciziei depășește chestiunea legământului, fiind legată de credința că practica asigură cumva fertilitatea celor care o practică.

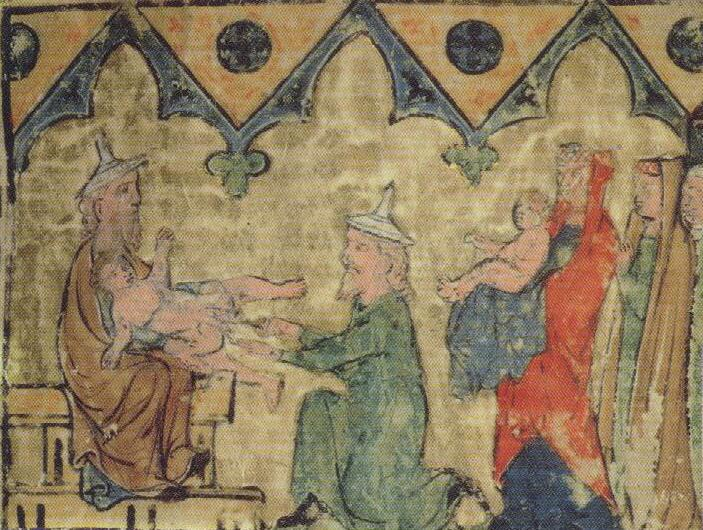
Circumcizia lui Isac, Pentateuhul din Regensburg, circa 1300, Israel Museum, Ierusalim

Practica iudaică impune circumcizia în a 8-a zi de la naștere, chiar și în timpul celor mai sfinte sărbători, cu excepția unor impedimente medicale: icterul noului născut, cazuri de hemofilie în familie și alte situații în care decizia medicului este - în general - absolută și definitivă. Practica iudaică impune fie presarea zonei pentru ieșirea sângelui, fie sugerea sângelui cu gura sau printr-o altă metodă indirectă (aspirarea orală, în ebraică : mețița b'peh) de către mohel, specialistul în circumcizii, imediat după tăierea prepuțului, probabil, pentru a exprima o picătură de sânge, deoarece datorită vascularizării prepuțiale sărace lipsa acestei picături ar contraveni datinei. Aspirarea orală când se face cu gura, e considerată de către anumite organisme medicale a fi cauza potențială de infecții virale, care la rândul lor pot produce leziuni cerebrale sau moartea pruncului, așa cum s-a raportat că s-a întâmplat la New York. Comisia de sănătate a statului New York e (la data de 15 septembrie 2012) pe punctul de a impune obligația pentru cel care efectuează circumcizia apelând la sugerea sângelui direct cu gura după tăierea prepuțului să prevină părinții că o astfel de procedură presupune riscuri de infecție și leziuni ale creierului sau chiar de moarte; în New-York doar această procedură în ultimii 10 ani a dus la infectarea a 11 copii cu herpes, 2 dintre aceștia decedând în urma infecției, alți 2 suferind leziuni cerebrale. (the economist, september 15th 2012, p. 57, circumcision - odd bedfellows, http://www.economist.com/node/21562905). Aspirarea orală poate fi responsabilă nu numai de infecții virale potențial mortale, cum a fost cazul herpesului la New York, ci și infecții bacteriene: în aprilie 1881 de exemplu, în Baden (Germania) patru copii de sex masculin circumciși de un rabin care a folosit aspirația orală au dezvoltat pe penis ulcere provocate de bacteria responsabilă de sifilis, fapt care a obligat autoritățile sanitare locale să intervină; nu s-a putut determina totuși cu precizie dacă sifilisul a fost transmis copiilor la circumicize prin aspirația orală propriu-zisă, sau mai degrabă prin folosirea unghiei de către rabin la îndepărtarea membranei mucoase pentru dezvelirea coroanei glandului (corona), aceasta fiind o altă practică discutabilă din punct de vedere igienic.
Uneori procedura se face prin intermediul unei țevi subțiri de sticlă sterilizabilă, iar picătura de sânge rămâne pe locul inciziei, fără contact direct cu gura „mohelului”; instrumentul a cărei menire era prevenția transmiterii infecțiilor, a fost introdus prima oară în Germania în ultima decadă a secolului al XIX-lea. Practica mețița b'peh a constituit și mai constituie încă un argument al celor care se opun circumciziei pe considerente de igienă: transmiterea herpesului și altor maladii infecțiose, pe care pruncul le poate contracta însă și intra-uterin sau în timpul trecerii prin canalul de naștere. Unele surse sugerează că majoritatea evreilor contemporani chiar și când apelează la practica tradițională a aspirației (mețița b'peh), preferă s-o facă printr-o metodă indirectă și nu direct cu gura.
În perioada elenistică, mulți evrei din orașe (unde aculturația a fost importantă) apelau la operația de restaurare a prepuțului ca să participe fără complexe la concursurile de atletism, unde în anumite probe sportivii concurau complet dezbrăcați.
În secolul al XIX-lea câțiva scriitori din iudaismul reformei, influențați de iluminism fiind, au considerat circumcizia un gest irațional, militând pentru înlocuirea sau abolirea ei. O minoritate a evreilor membrii ai iudaismului reformei au încetat să mai aplice ritualul (procedura) copiilor lor, însă erudiții iudaismului au continuat să pledeze pentru menținerea tradiției, scoțând în evidență virtuțile ei în termeni de igienică. Abandonarea ritului circumciziei la copii lor a fost prevalentă în special printre medicii evrei din lumea germanofonă a secolului al XIX-lea și era motivată de temeri de ordin medical Aceștia erau și ei influențați ca toate straturile cultivate ale populației Germaniei de noile valori liberale ca și de noile cunoștințe din medicină: era începutul medicalizării, al scrupulelor morale și al încercărilor statului proaspăt unificat de a suda națiunea în jurul unor valori comune; într-un astfel de context acești intelectuali și profesioniști evrei, împărtășind și ei din ce în ce mai mult valorile și ideile mediului majoritar protestant și german, au ales să respingă ritul circumciziei, mai ales acela în forma lui tradițională care apela la aspirarea orală, din temeri medicale sau posibil și din scupule morale: conotația sexuală a sugerii penisului copilului cu gura începea să fie percepută a fi problematică din punct de vedere etic.
Azi, sunt unii evrei nontradiționaliști care dispută necesitatea circumciziei, pledând fie pentru abolirea ritului, fie pentru înlocuirea lui cu ceremonii comparabile care celebrează nașterea unei fete.
În Israel mulți evrei laici preferă medici chirurgi în loc de mohel și acești medici fac circumcizia cu ritual sau fără.
Circumcizia practicată în tradiția evreiască comportă anumite particularități care o separă de aceea din islam sau anumite tradiții africane, fapt care o face subiect de dezbatere între iudaismul progresiv și cel tradițional. Nivelul de durere provocat de circumcizia făcută în perioada neonatală, așa cum se întâmplă în tradiția evreiască, este sever: nivelul de cortizol (principalul hormon de stres) în plasma bebelușilor supuși circumciziei crește de două ori și jumătate față de normal, asta chiar și sub efectul unei injecții de lignocaină (un anestezic). În jurnalul The Lancet  pediatrul Paul Fleiss declara că acest nivel de cortizol al bebelușilor supuși circumciziei e comparabil cu cel al victimelor torturii. Circumcizia bebelușilor este atât de dureroasă că a devenit un model pentru analiza durerii și răspunsului la stres al nou-născuților. Ca reacție la stresul copleșitor provocat de procedura circumciziei, unii bebeluși cad într-o stare letargică, semicomatoasă, pe care naiv, unii părinți o confundă cu somnul. În contrast cu circumcizia făcută la vârste ale copilului mai mari cum se întâmplă în general la musulmani, când circumcizia este făcută la sugari așa cum e ea de obicei la evrei, provoacă o durere mai mare care dureaza și mai mult timp. M. Fitzgerald  a arătat că sistemul nervos al sugarului diferă de cel al adultului și al copilului mai în vârstă, astfel încât ceea ce ar constitui un stimul inofensiv sau ușor la un copil mai mare sau un adult, la un sugar este perceput ca durere. Circumcizia precoce, așa cum este ea efectuată în tradiția evreiască, este mai dureroasă și din alte puncte de vedere decât cele legate de particularitățile sistemului nervos al sugarului în raport cu acela al adultului sau copilului ieșit din perioada neonatală (de nou născut): cercetătorii spun că din cauza anatomiei penisului, cu cât o circumcizie se face la o vârstă mai mică, cu atât ea este mai dureroasă; în perioada neonatală doar 4 procente dintre bebeluși au prepuțul retractabil, în timp ce la 3 ani deja 90 la sută dintre copii au căpătat un prepuț retractabil; acest fapt se traduce prin realitatea că la 96 procente dintre bebelușii evrei, la circumcizie li se va rupe prepuțul din legătura lui cu glandul, asta în afară de tăierea legăturilor acestuia cu baza glandului (circumcizia propriu-zisă). La copii de 3 ani și mai mult, doar 10 la sută dintre ei suferă acest supliment de durere, ținând cont că prepuțul este atunci în 90 la sută dintre cazuri retractabil. Suferința provocată de circumcizia la vârste foarte mici conduce la o restructurare a sistemului nervos, care are drept consecință o intensificare a răspunsului comportamental la stimuli dureroși ulteriori, ca și cum sistemul nervos a fost sensibilizat. Cercetătorii  au constatat că răspunsul la durere al copiilor vaccinați este semnificativ mai mare la copii circumciși în raport cu cei necircumciși, asta chiar și la o distanță de câteva luni dupa procedură.
Circumcizia radicală, așa cum este ea efectuată în tradiția evreiască în contrast cu cea musulmană, deși traumatizantă mai ales când e efectuată la vârste mici, își are originea în temerile clasei preoțești a evreilor că aceștia din urmă ar renunța să practice circumcizia dacă procedura ar fi făcută la o vârstă la care individul are discernământ și poate alege, sau că la cerere, medicii ar putea recrea chirurgical un prepuț, ștergând astfel semnul identitar înscris în carne, dacă operația de circumcizie nu este suficient de extinsă. La începuturi, se pare că și la evrei, ca la toate populațiile tradiționale care practică circumcizia, ritualul era făcut la o vârstă mare, cel mai probabil în perioada de trecere dintre copilărie și maturitate și uneori nici măcar atunci, așa cum demonstreaază faptul că Moise n-a fost niciodată circumcis.

#### La musulmani
În contrast cu situația din iudaism (unde procedura este ordonată explicit în textul sacru (Biblia evreiască, Vechiul Testament), în islam ea este doar o recomandare a tradiției, nefiind explicit menționată în Coran. Ceremonia asociată procedurii se numește kithan și funcție de tradițiile comunității circumcizia se face la vârste între 4 și 7 ani, însă și mai târziu sau mai devreme în unele locuri.
Un articol prezentând o perspectivă islamică asupra ciricumciziei este "Religious circumcision: a Muslim view"

## Circumcizia medicală

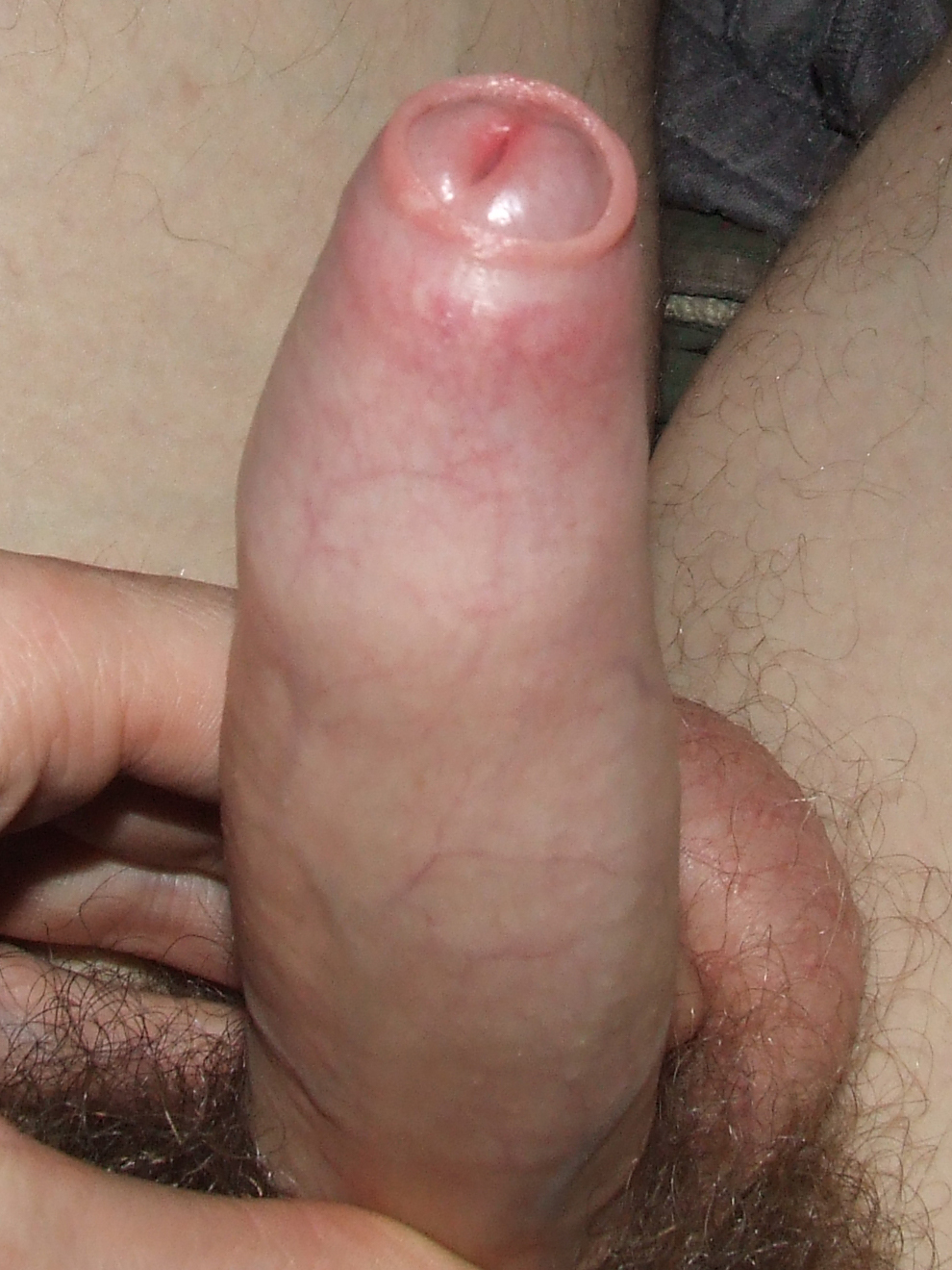
Un caz de fimoză - penis erectil la care prepuțul nu s-a retractat.

La fimoză (sau la parafimoză) cu o incidență de 8%, până la 50% la bărbații necircumciși circumcizia este soluția chirurgicală tradițională, eficientă și de preferință (deși există și alte tehnici de reparare a prepuțului, ca plastia lui Duhamel, tehnici de decalotaj forțat, etc.), cu foarte rare complicații - au fost raportate complicații minore în aproximativ 0.2-0.6% dintre cazuri. 

## Prevalența circumciziilor
Datele de mai jos, care se referă la prevalența globală a circumciziei masculine, sunt extrase din raportul publicat la 14 decembrie 2007 de Organizația Mondială a Sănătății, rezultat din colaborarea cercetătorilor de la „The London School of Hygiene and Tropical Medicine”, Organizația Mondială a Sănătății (OMS) și „The Joint United Nations Programme on HIV/AIDS (UNAIDS)”.

### Tabelul 1: Estimarea populației masculine de la vârsta de 15 ani în sus, indivizi circumciși pe motive nereligioase, după state

Prevalența globală a bărbaților circumciși (maro: >80%; galben: 20%-80%; verde: <20%)

| Statul          | Populația masculină de la vârsta de 15 ani în sus | Populația masculină de la vârsta de 15 ani în sus | Populația masculină de la vârsta de 15 ani în sus | Populația masculină de la vârsta de 15 ani în sus | Populația masculină de la vârsta de 15 ani în sus |
| Statul          | Populația (milioane)                              | În afară de musulmani și evrei                    | În afară de musulmani și evrei                    | În afară de musulmani și evrei                    | În afară de musulmani și evrei                    |
| Statul          | Populația (milioane)                              | %                                                 | Număr (milioane)                                  | % circumciși                                      | Număr circumciși (milioane)                       |
| --------------- | ------------------------------------------------- | ------------------------------------------------- | ------------------------------------------------- | ------------------------------------------------- | ------------------------------------------------- |
| Africa de Sud   | 14.87                                             | 98.50%                                            | 14.6                                              | 35.00%                                            | 5.1                                               |
| Angola          | 3.44                                              | 99.00%                                            | 3.4                                               | 90.00%                                            | 3.1                                               |
| Australia       | 8.05                                              | 98.50%                                            | 7.9                                               | 59.00%                                            | 4.7                                               |
| Canada          | 11.79                                             | 96.90%                                            | 11.4                                              | 30.00%                                            | 3.4                                               |
| Rep. Dem. Congo | 16.23                                             | 90.00%                                            | 14.6                                              | 90.00%                                            | 13.1                                              |
| Coreea de Sud   | 19.71                                             | 100.00%                                           | 19.7                                              | 60.00%                                            | 11.8                                              |
| Etiopia         | 20.92                                             | 55.00%                                            | 11.5                                              | 92.00%                                            | 10.6                                              |
| Ghana           | 5.61                                              | 84.40%                                            | 4.7                                               | 85.00%                                            | 4                                                 |
| Indonezia       | 84.98                                             | 12.00%                                            | 10.2                                              | 25.00%                                            | 2.5                                               |
| Kenya           | 9.99                                              | 93.00%                                            | 9.3                                               | 83.00%                                            | 7.7                                               |
| Madagascar      | 4.24                                              | 90.00%                                            | 3.8                                               | 98.00%                                            | 3.7                                               |
| Nigeria         | 35.23                                             | 50.00%                                            | 17.6                                              | 90.00%                                            | 15.9                                              |
| Filipine        | 28.75                                             | 95.00%                                            | 27.3                                              | 90.00%                                            | 24.6                                              |
| Uganda          | 6.94                                              | 85.00%                                            | 5.9                                               | 14.00%                                            | 0.8                                               |
| Regatul Unit    | 24.22                                             | 97.30%                                            | 23.6                                              | 6.00%                                             | 1.4                                               |
| Tanzania        | 9.84                                              | 65.00%                                            | 6.4                                               | 58.00%                                            | 3.7                                               |
| SUA             | 115.56                                            | 98.00%                                            | 113.2                                             | 75.00%                                            | 84.9                                              |

### Tabela 2: Proporția globală a populației masculine de la vârsta de 15 ani în sus, circumcise
|                                  | Prevalența circumcișilor | Numărul circumcișilor (milioane) | Proporția globală a celor circumciși |
| -------------------------------- | ------------------------ | -------------------------------- | ------------------------------------ |
| Circumciși din motive religioase |                          |                                  |                                      |
| Musulmani                        | 100.00%                  | 455                              | 68.80%                               |
| Evrei                            | 100.00%                  | 5.3                              | 0.80%                                |
| Circumcizii nereligiose          |                          |                                  |                                      |
| SUA                              | 75.00%                   | 84.9                             | 12.80%                               |
| Alte state*                      | 61.00%                   | 116.3                            | 17.60%                               |
| Totalul global                   | 30.00%                   | 661.5                            | 100.00%                              |

* Inclusiv țările din Tabela 1.

## Controverse
Cicumcizia rituală a creat încă din antichitate, animozități, reacții de repulsie și de combatere, de interzicere, in special pe fondul antisemitismului oficial sau ocult - deși numărul absolut al musulmanilor circumciși este covârșitor mai mare decât al evreilor.
Prin anul 119 (e.n.) împăratul roman Hadrian a scos în afara legii ritualul circumciziei, abrogând astfel legalitatea iudaismului.
În contradicție cu recomandările Organizației Mondiale a Sănătății (care recomandă procedura circumciziei doar în țările și regiunile cu epidemii de maladii sexuale precum SIDA) există organizații medicale (Asociația Medicală Regală Olandeză, 2010, Colegiul Australian Regal al Medicilor) care nu recomandă circumcizia ca o intervenție de rutină, punând în discuție eticitatea ei. Față de valoarea circumciziei în medicina preventivă și a rarității accidentelor Colegiul Australian Regal al Medicilor conferă o importanță majoră „eticității în lezarea drepturilor omului prin efectuarea unei operații ne-terapeutice pe un copil care nu este capabil de a consimți” (în engleză : "Ethical and human rights concerns have been raised regarding elective infant male circumcision because it is recognised that ... the operation is non-therapeutic and the infant is unable to consent"). Vezi și articolul dr. M.D.A. Freeman din Jurnalul Britanic de Urologie (BJU): Dreptul copilului de a fi circumcis Societatea Pediatrică Canadiană nu consideră nici ea circumcizia a fi o procedură medical necesară.

### Implicații psihologice, emoționale, politice, economice, anti-religioase, anti-minoritare, etice și legale ale circumciziei

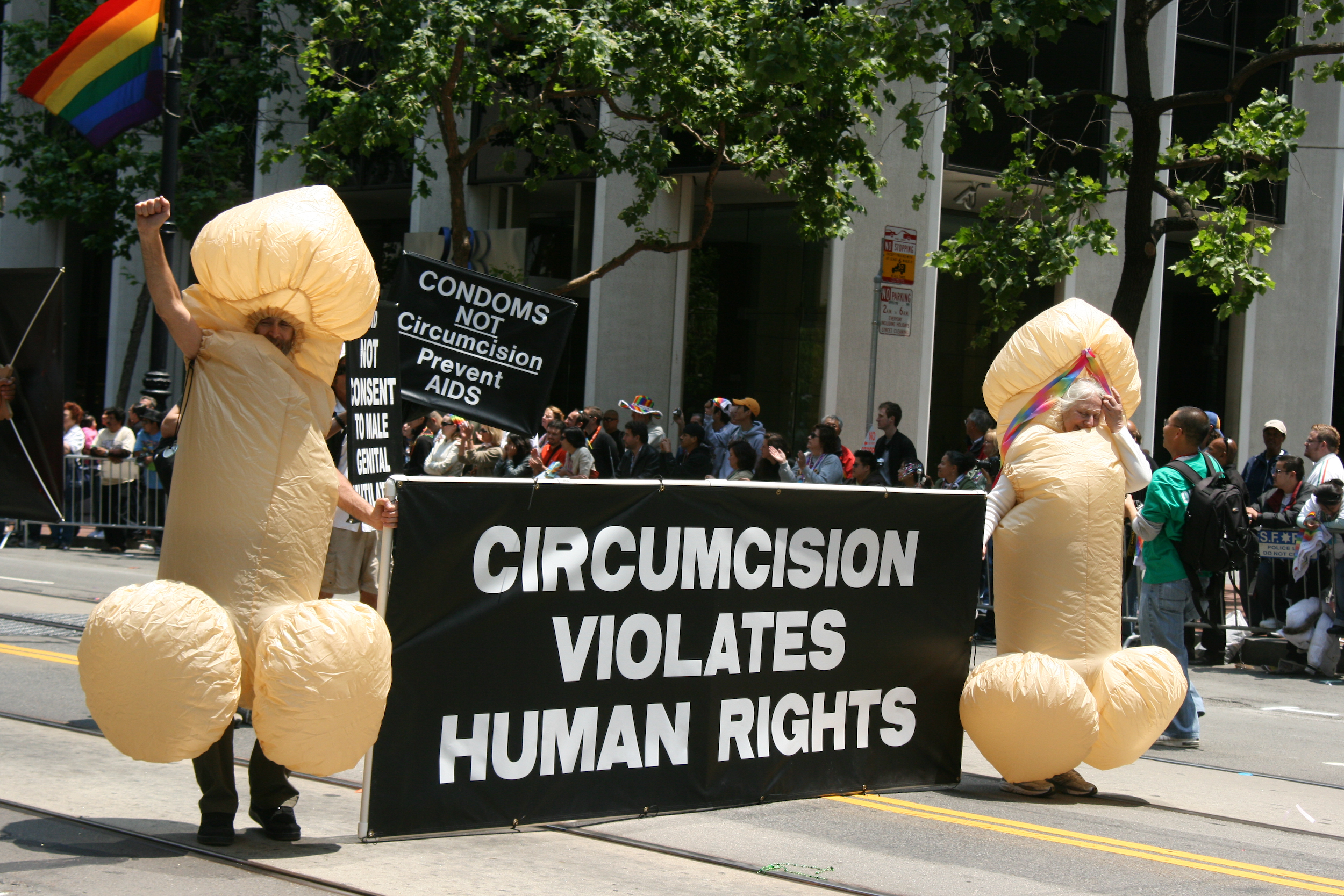
Demonstrație anti-circumcizie la San Francisco, 2008

Practica circumciziei a fost atacată de-a lungul istoriei din diferite motive, considerată ca o formă de mutilare, sau cel puțin un gest inutil cu consecințe ireversibile. Prof. Margaret Somerville, farmacistă și avocată australiană-canadiană, specialistă în etica medicală, protestează contra circumciziei copiilor, ca o violare a autonomiei individuale și o violare a drepturilor omului. Ea nu vede o diferență între labiotomie (tăierea rituală a labiilor vaginale la fete, metodă folosită în unele colectivități musulmane pentru a anula plăcerea contactului sexual) și circumcizie, mutilare rituală și ea, în ochii disputatei eticiene (judecătorul Robert Hanson i-a respins o mărturie de expertă pe motiv că „nu se bazează pe observații conforme metodologiei științifice sau măcar, pe observații empirice”) care să justifice acceptarea uneia dar intrezicerea celeilalte.
Bioeticieni precum F. M. Hodges, J. S. Svoboda și R. S. Van Howe consideră că niciun copil n-ar trebui supus unei intervenții chirurgicale profilactice sau pe motive de sănătate publică, dacă există alternative eficace și mai puțin traumatizante, precum modifcarea comportamentului; a face o intervenție chirurgicală ca înlocuitor al schimbării practicilor sociale este absurd cât timp chiar dacă procentul de complicații ale circumciziei e mic, potențialul catastrofal al acestor complicații odată survenite e foarte mare.; punct de vedere împărtășit și de unii pediatri, pentru care a tăia o parte sănătoasă a unui corp uman, în lipsa unei boli, diformități sau răni, violează cel mai celebrat principiu medical, anume “primum non nocere” (în latină în primul rând, să nu dăunezi)
Mulți medici consideră că circumcizia este o intervenție dureroasă și recomandă folosirea anesteziei,, anumite autorități religioase tradiționaliste refuzând însă să adopte noile recomandări.
Un puternic și persuasiv lobby anti-circumcizii acționează pe lângă ONU . Ca un act de superioritate și paternalism restrictiv față de datinile primitive ale unor minorități, autoritățile din anumite țări interzic acest act de mutilare, sau impun transformarea lui într-o laboriasă intervenție medicală. Aceste obstrucții au un substrat religios, politic, sau politico-economic (folosirea costisitoare și neîncadrată în programele de asigurare medicală  a unui cadru și a personalului medical afectează economic respectiva populație minoritară), deși se reclamă a se baza pe percepte igienico-medicale de valoare epidemiologică disputabilă și făcând o demarcație netă între circumcizie - blamabilă - și o serie de alte acte de mutilare, precum tatuajul, piercing-ul și o serie de intervenții de medicină estetică (injectări sau implantări de silicon, injectări de toxină botulinică, extirpări de lambouri de piele sau de țesuturi adipoase, etc.).
De menționat și frica față de o eventuală reducere a plăcerii din actul sexual - conform exclamației panicate exprimată de dr. Marc Zaffran, specialist în medicină generală: „Nu vă atingeți de prepuțul meu!!!”.
Prin influența armatei Statelor Unite în Germania de Vest, circumcizia sugarului de rutină a fost introdusă în unele spitale germane. După reunificarea Germaniei din 1990, circumcizia a scăzut drastic în populația germană